# Frobenius-endomorfisme
In de commutatieve algebra en de theorie van lichamen/velden, deelgebieden van de wiskunde, is het frobenius-endomorfisme een speciaal endomorfisme van commutatieve ringen met een priemgetal {\displaystyle p} als karakteristiek dat elk element afbeeldt. op zijn {\displaystyle p}-de macht. In bepaalde contexten is een frobenius-endomorfisme een automorfisme, maar dit is in het algemeen niet het geval. Commutatieve ringen met een priemgetal als karakteristiek vormen een belangrijke klasse die in het bijzonder de lichamen/velden omvat. Het frobenius-endomorfisme is genoemd naar Ferdinand Georg Frobenius. 
Voor eindige lichamen {\displaystyle \mathrm {GF} (p^{n})} van karakteristiek {\displaystyle p} is het frobenius-endomorfisme van speciaal belang, en is het zelfs zo dat de gehele groep van automorfismen wordt voortgebracht door het frobenius-endomorfisme 
{\displaystyle F\colon x\mapsto x^{p}}
Er geldt {\displaystyle (a+b)^{p}=a^{p}+b^{p}}, aangezien alle andere termen in het binomium deelbaar zijn door {\displaystyle p}.  Dus is
{\displaystyle F(a+b)=F(a)+F(b)}
Ook is:
{\displaystyle F(ab)=(ab)^{p}=a^{p}b^{p}=F(a)F(b)}
en
{\displaystyle F(1)=1}
Er zijn niet meer dan {\displaystyle n} automorfismen, omdat de multiplicatieve groep {\displaystyle \mathrm {GF} _{q}^{*}} cyclisch is.